# Republica Sovietică Socialistă Lituaniană
Republica Sovietică Socialistă Lituaniană (în lituaniană Lietuvos Tarybų Socialistinė Respublika) a fost numele dat pe 21 iulie 1940 Lituaniei, după instaurarea comunismului în țară, odată cu invazia sovietică de pe 15 iulie 1940. RSS Lituaniană a fost proclamată de fapt mult mai devreme, pe 16 decembrie 1918, în timpul Congresului I al Partidului Comunist Lituanian. Comuniștii nu au reușit însă să cucerească simpatia și sprijinul popular. Două luni după acest eveniment, pe 27 februarie 1919, a fost proclamată unirea RSS Belarusă cu RSS Lituaniană, pentru a forma RSS Lituaniană-Belarusă (sau "Litbel"), care a existat numai șase luni, până pe 25 august 1919.
Provocările și încercările de destabilizare ale tinerei Republici Lituania de către guvernul de la Moscova au eșuat de-a lungul întregii perioade interbelice.
Pactul Molotov-Ribbentrop, semnat în 1939 între Germania Nazistă și Uniunea Sovietică, pecetluia soarta Lituaniei prin includerea țării, (împreună cu celelalte două republici baltice, Bucovina de Nord și Basarabia), în sfera de influență sovietică. Pe 3 august 1940, un guvern-marionetă instalat în grabă a anunțat că Lituania dorește să devină parte a URSS-ului pentru a deveni a 14-a republică constituentă a Uniunii. După declanșarea Operațiunii Barbarossa, Lituania a fost invadată de Germania Nazistă în 1941, pentru ca țara să fie recucerită de sovietici în 1944.
Statele Unite ale Americii, Regatul Unit și alte puteri occidentale au considerat anexarea Lituaniei de căre URSS ca fiind ilegală (doctrina Stimson) și au refuzat să recunoască in mod oficial cele trei state baltice ca făcând parte din Uniunea Sovietică.
În plus față de pierderile umane și materiale suferite în timpul războiului, mii de civili au fost executați și zeci de mii au fost deportate din Lituania în lagărele de muncă ale Gulagului până la moartea lui Iosif Vissarionovici Stalin din 1953.
Prin comparație cu alte republici ale URSS-ului, economia Lituaniei sovietice s-a dezvoltat în ritmuri mai inalte și mai echilibrat, astfel încât Lituania este în zilele noastre una dintre cele mai bogate țări postsovietice.
RSS Lituaniană a reprimit numele din perioada interbelică – Republica Lituania – pe 11 martie 1990, toate legăturile legale cu URSS-ul fiind tăiate odată cu proclamarea independenței țării. Guvernul Uniunii Sovietice a recunoscut independența Lituaniei pe 6 septembrie 1991.